# Anton Salman
Anton Salman (arab. انطون سلمان) – palestyński prawnik i samorządowiec, od 2017 roku burmistrz Betlejem.

## Biografia
Z wykształcenia jest prawnikiem. Jest członkiem Narodowego Stowarzyszenia Prawników Palestyńskich, a także szefem Betlejemskiej Organizacji Charytatywnej. Podczas Drugiej Intifady był jednym z dwóch negocjatorów w sprawie oblężenia Bazyliki Narodzenia Pańskiego.
Od 2005 do 2017 roku był radnym rady miejskiej Betlejem. W wyborach samorządowych w 2017 roku został wybrany burmistrzem Betlejem, kiedy to jego ugrupowanie We are all Bethlehem, zdobyło 8 z 15 miejsc w radzie miejskiej. Zastąpił na tym stanowisku Verę Baboun. Urzędowanie rozpoczął 27 maja tego samego roku.

## Życie prywatne
Ma trójkę dzieci. Jest chrześcijaninem.